# Aleksandr Koczławaszwili
Aleksandr Iwanowicz Koczławaszwili (ros. Александр Иванович Кочлавашвили, ur. 1906 w Tbilisi, zm. w styczniu 1977) – funkcjonariusz radzieckich organów bezpieczeństwa, generał major, minister bezpieczeństwa państwowego Gruzińskiej SRR (1952-1953).

## Życiorys
Gruzin, od kwietnia 1928 w WKP(b), 1926 skończył szkołę robotniczą w Tbilisi, 1931-1933 studiował w Zakaukaskim Instytucie Górniczo-Metalurgicznym, 1935 skończył Gruziński Instytut Przemysłowy. Od września do listopada 1928 kierownik wydziału organizacyjnego powiatowego komitetu Komsomołu, od maja 1934 do kwietnia 1935 sekretarz odpowiedzialny KC Komsomołu Gruzji, później był inżynierem konstruktorem w fabryce, od lutego 1936 do maja 1937 zastępca dyrektora Tbiliskiego Instytutu Chemicznego Gruzińskiej Filii Akademii Nauk ZSRR. Od maja 1937 do 1938 zastępca kierownika, a 1938-1939 kierownik Wydziału Przemysłowo-Transportowego KC Komunistycznej Partii (bolszewików) Gruzji, później funkcjonariusz NKWD. Od 11 maja 1939 do marca 1941 ludowy komisarz spraw wewnętrznych Adżarskiej ASRR, od 19 lipca 1939 kapitan, a od 22 października 1940 major bezpieczeństwa państwowego. Od kwietnia do lipca 1941 w NKGB Gruzińskiej SRR, od sierpnia 1941 do 12 czerwca 1943 szef Wydziału Kontrwywiadowczego NKWD Gruzińskiej SRR, 14 lutego 1943 awansowany na pułkownika bezpieczeństwa państwowego, od 12 czerwca 1943 do 12 maja 1945 zastępca, a od maja do listopada 1945 I zastępca ludowego komisarza spraw wewnętrznych Gruzińskiej SRR, 9 lipca 1945 mianowany generałem majorem. Od listopada 1945 do kwietnia 1947 pełnomocnik NKWD/MWD ZSRR ds. Obiektu Specjalnego w Suchumi, od kwietnia 1947 do czerwca 1952 p.o. dyrektora Obiektu Specjalnego w Suchumi i pełnomocnik Rady Ministrów ZSRR ds. Obiektu Specjalnego w Suchumi, od 9 czerwca 1952 do 15 kwietnia 1953 minister bezpieczeństwa państwowego Gruzińskiej SRR, od 28 czerwca 1952 do 14 kwietnia 1953 członek Biura Politycznego KC Komunistycznej Partii (bolszewików) Gruzji/Komunistycznej Partii Gruzji, od kwietnia do 24 września 1953 zastępca ministra spraw wewnętrznych Gruzińskiej SRR. Od grudnia 1953 do grudnia 1954 zastępca dyrektora Zakaukaskiego Zakładu Metalurgicznego w Rustawi, 1954-1963 nie pracował, od kwietnia 1963 starszy pracownik naukowy Instytutu Historii Akademii Nauk Gruzińskiej SRR, później Instytutu Historii, Archeologii i Etnografii Akademii Nauk Gruzińskiej SRR.

## Odznaczenia
- Order Czerwonego Sztandaru (20 września 1943)
- Order Czerwonego Sztandaru Pracy (dwukrotnie)
- Order Wojny Ojczyźnianej II klasy (24 lutego 1946)
- Order „Znak Honoru” (26 kwietnia 1940)
- Odznaka „Zasłużony Funkcjonariusz NKWD” (25 lutego 1946)